# Distrikt Rulindo
Der Distrikt Rulindo (Kinyarwanda Akarere ka Rulindo) ist einer von fünf Distrikten der Nordprovinz in Ruanda.

## Geographie
Nachbardistrikte innerhalb der Nordprovinz sind im Norden Burera, im Nordosten Gicumbi und im Nordwesten Gakenke. Im Süden grenzt der Distrikt an Kigali und im Südwesten an die Südprovinz. Die Gesamtfläche des Distrikts beträgt 566,7 km². Rulindo unterteilt sich in 17 Sektoren (imirenge) und 71 (utugali). Die Sektoren sind Base, Burega, Bushoki, Buyoga, Cyinzuzi, Cyungo, Kinihira, Kisaro, Masoro, Mbogo, Murambi, Ngoma, Ntarabana, Rukozo, Rusiga, Shyorongi und Tumba. Der Distrikt weist insgesamt 494 Dörfer auf.
Durch den Distrikt verlaufende Flüsse sind u. a. der Cyohoha, Muyanza, Mwange, Rukeli und Rusine. Im Südosten bildet der Muyanza zudem die Grenze zu den Nachbardistrikten.

## Geschichte
Massentötungen von Tutsi während des Völkermords im Jahr 1994 fanden im Distrikt unter anderem an der Rusiga-Pfingstkirche und der katholischen Kirche Rulindo statt. Der Distrikt Rulindo setzt sich aus den ehemaligen Gemeinden Tare, Mbogo, Rutongo, Shyorongi, Tumba und Mugambazi der Präfektur Kigali Rural und den Gemeinden Kinihira, Buyoga und Cyungo der Präfektur Byumba zusammen.

## Kultur

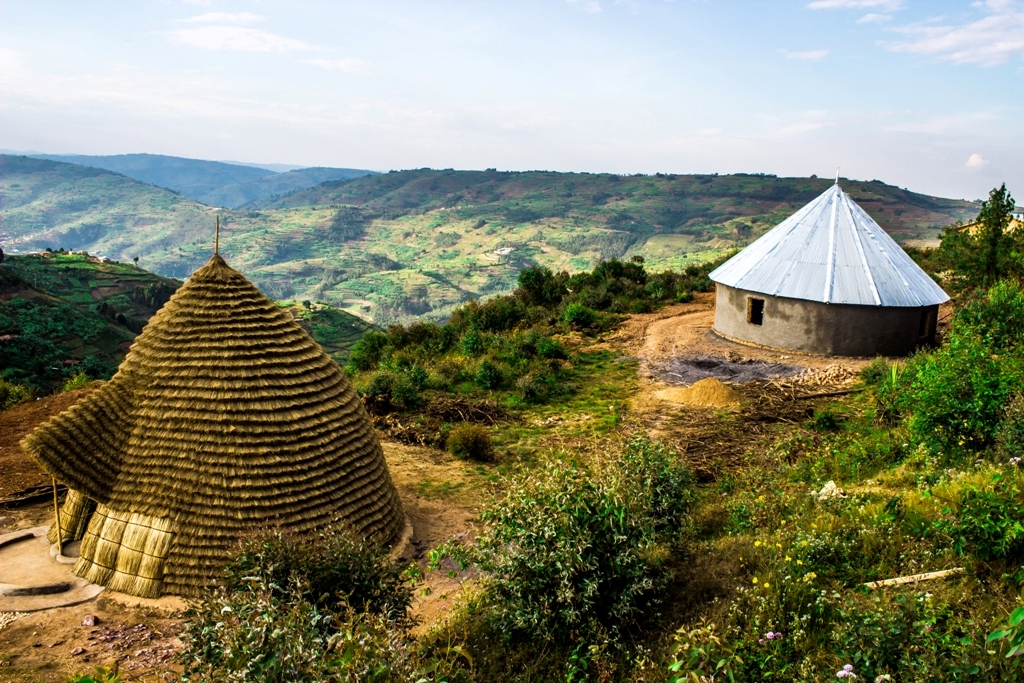
Bereich mit traditionellen Hütten im Ikirenga Cultural Centre im Sektor Rusiga

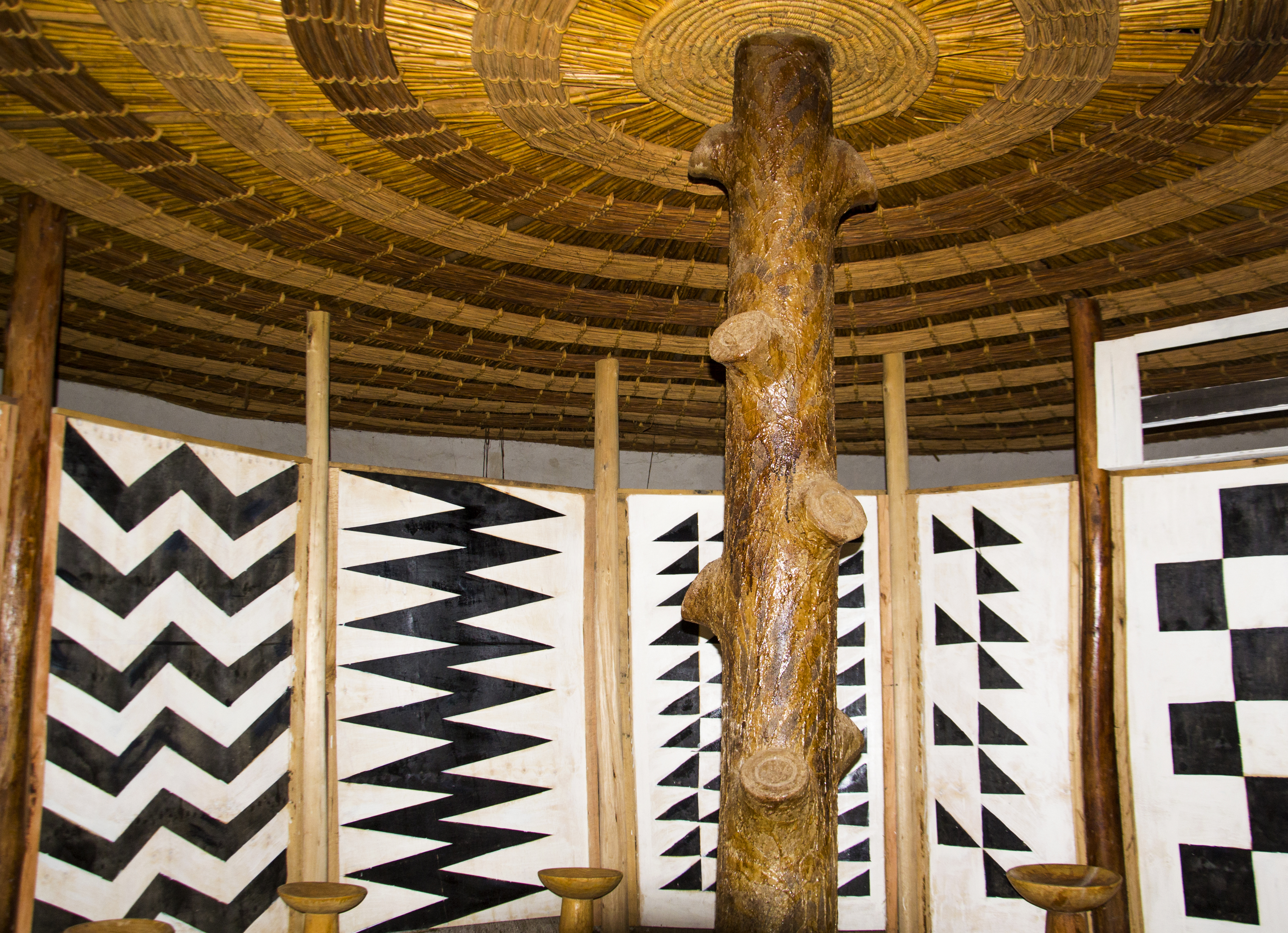
Innenraum einer traditionellen Hütte im Ikirenga Cultural Centre

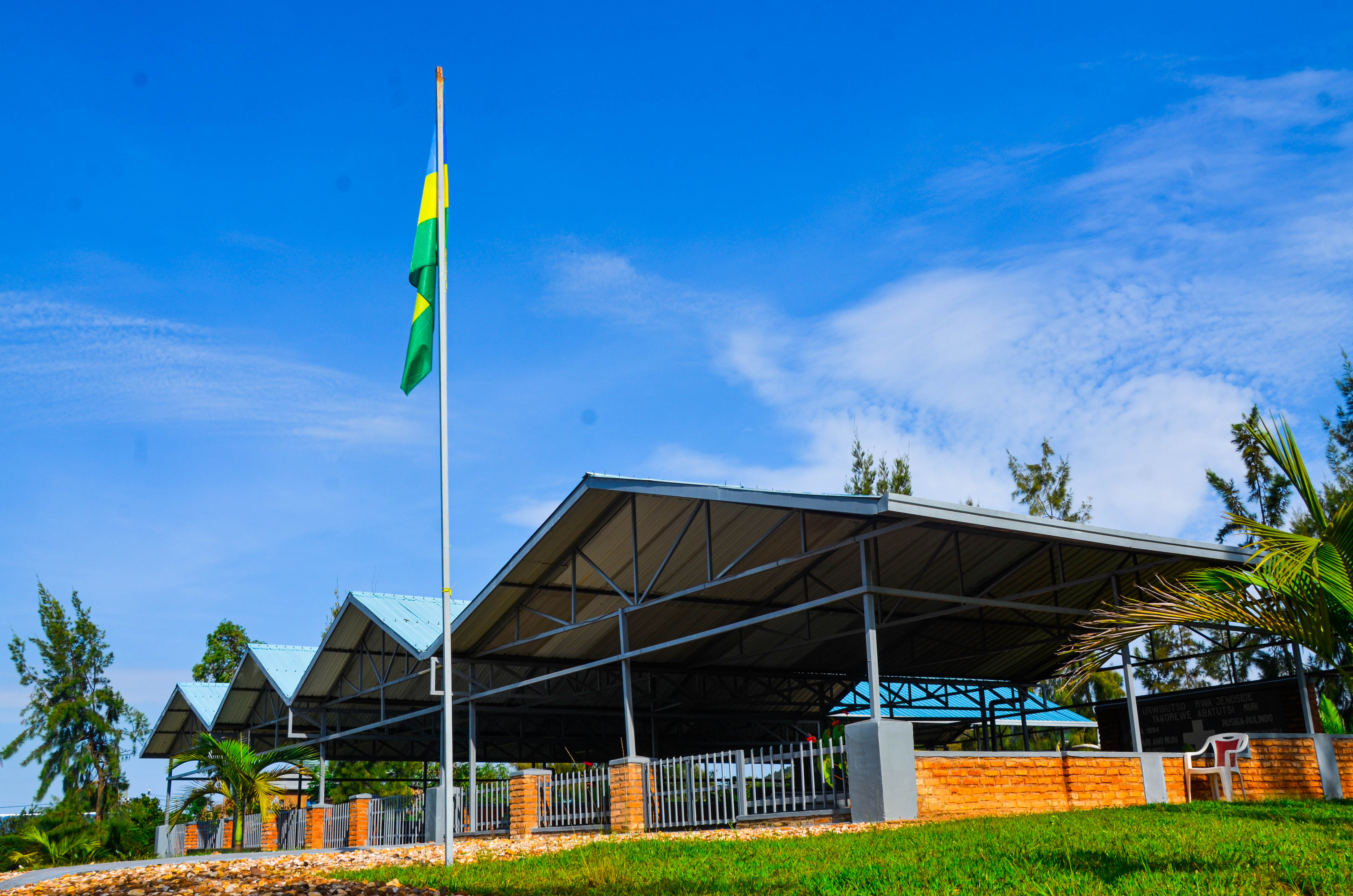
Das Rusiga Genocide Memorial, eine Gedenkstätte für den Völkermord an den Tutsi im Distrikt

Im Sektor Rusiga liegt an der Nationalstraße in der Zelle Gako das Ikirenga Cultural Centre (ICC), das am 27. September 2015 eröffnete. Das Kulturzentrum präsentiert regionale und nationale Kultur. So werden beispielsweise traditionelle ruandische Hütten ausgestellt und Kurse für traditionelles Handwerk und Tänze angeboten. Im Distrikt befinden sich zudem neun Gedenkstätten des Völkermords an den Tutsi, an denen insgesamt rund 18.600 Opfer bestattet wurden (Stand 2014). Am Rusiga Genocide Memorial wurden über 6400 Opfer bestattet.

## Bevölkerung

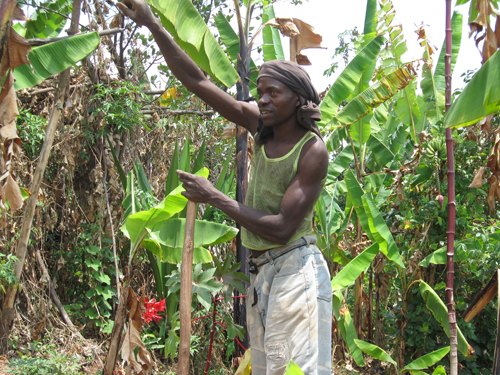

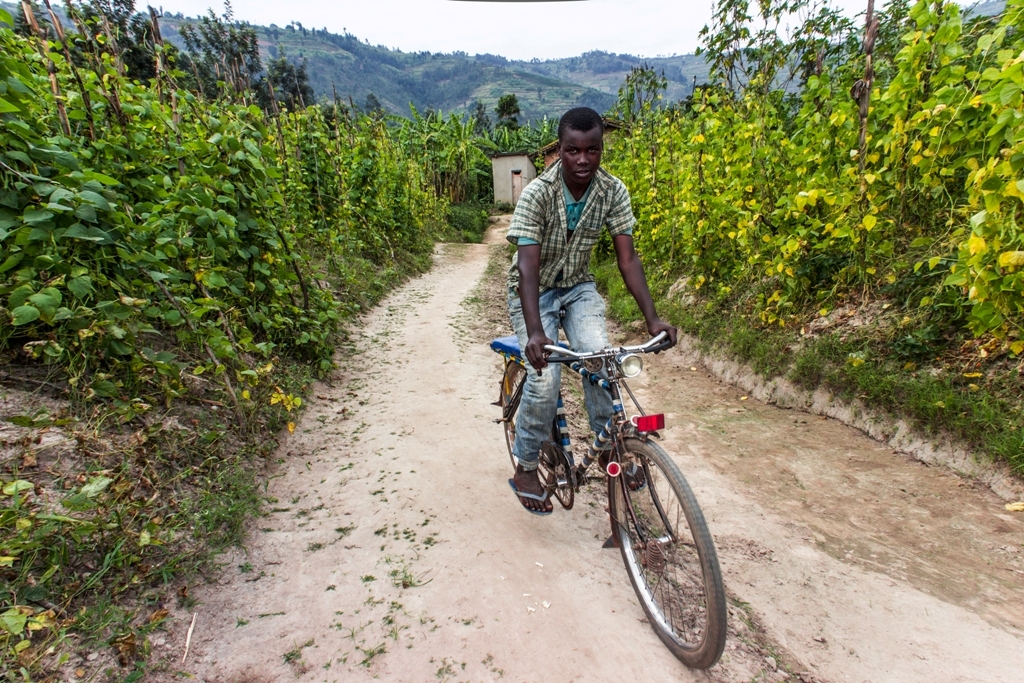
Ein Fahrradfahrer auf einem Feldweg im Distrikt

Stand 2022 betrug die Einwohnerzahl 360.144. Der Bevölkerungstrend ist zunehmend.
|          |           | Zellen                                                     | Fläche [km²] | 2002    | 2012    | 2022    | Jährl. Zuwachs 2012 → 2022 |
| -------- | --------- | ---------------------------------------------------------- | ------------ | ------- | ------- | ------- | -------------------------- |
| Distrikt | Rulindo   | 71                                                         | 566,7        | 251.266 | 287.681 | 360.144 | 2,3 %                      |
| Sektor   | Base      | Cyohoha, Gitare, Rwamahwa                                  | 28,39        |         | 17.341  | 20.528  | 1,7 %                      |
| Sektor   | Burega    | Butangampundu, Karengeri, Taba                             | 32,35        |         | 12.730  | 13.893  | 0,9 %                      |
| Sektor   | Bushoki   | Gasiza, Giko, Kayenzi, Mukoto, Nyirangarama                | 35,11        |         | 19.970  | 23.570  | 1,7 %                      |
| Sektor   | Buyoga    | Busoro, Butare, Gahororo, Gitumba, Karama, Mwumba, Ndarage | 53,36        |         | 22.171  | 24.721  | 1,1 %                      |
| Sektor   | Cyinzuzi  | Budakiranya, Migendezo, Rudogo                             | 33,48        |         | 13.662  | 15.768  | 1,4 %                      |
| Sektor   | Cyungo    | Burehe, Marembo, Rwiri                                     | 19,78        |         | 13.489  | 15.350  | 1,3 %                      |
| Sektor   | Kinihira  | Butunzi, Rebero, Marembo, Karegamazi                       | 27,39        |         | 15.344  | 17.145  | 1,1 %                      |
| Sektor   | Kisaro    | Gitatsa, Kamushenyi, Kigarama, Mubuga, Murama, Sayo        | 38,25        |         | 19.868  | 23.113  | 1,5 %                      |
| Sektor   | Masoro    | Kabuga, Kigarama, Kivugiza, Nyamyumba, Shengampuli         | 29,68        |         | 20.733  | 27.311  | 2,8 %                      |
| Sektor   | Mbogo     | Bukoro, Mushali, Ngiramazi, Rurenge                        | 40,88        |         | 16.795  | 19.101  | 1,3 %                      |
| Sektor   | Murambi   | Bubangu, Gatwa, Mugambazi, Mvuzo                           | 29,52        |         | 17.892  | 27.283  | 4,3 %                      |
| Sektor   | Ngoma     | Kabuga, Karambo, Mugote, Munyarwanda                       | 31,48        |         | 10.881  | 12.703  | 1,6 %                      |
| Sektor   | Ntarabana | Kajevuba, Kiyanza, Mahaza                                  | 34,98        |         | 18.065  | 24.748  | 3,2 %                      |
| Sektor   | Rukozo    | Buraro, Bwimo, Mberuka, Mbuye                              | 20,25        |         | 15.023  | 17.021  | 1,3 %                      |
| Sektor   | Rusiga    | Gako, Kirenge, Taba                                        | 31,34        |         | 10.888  | 13.452  | 2,1 %                      |
| Sektor   | Shyorongi | Bugaragara, Kijabagwe, Muvumo, Rubona, Rutonde             | 46,69        |         | 23.545  | 43.744  | 6,4 %                      |
| Sektor   | Tumba     | Barari, Gahabwa, Misezero, Nyirabirori, Taba               | 34,38        |         | 19.284  | 20.693  | 0,7 %                      |

## Gesundheitswesen
Im Sektor Kinihira befindet sich das Kinihira Provincial Hospital, welches 2012 zunächst als Bezirkskrankenhaus gegründet wurde. Es versorgt acht Gesundheitszentren in den Sektoren des Distrikts und drei weitere Gesundheitszentren der benachbarten Distrikte Burera und Gicumbi.

## Verkehr
Durch den Südwesten des Distrikts verläuft die Nationalstraße 2 und von dieser abgehend durch den Norden die Nationalstraße 19. Darüber hinaus führen mehrere District Roads durch den Distrikt, die Stand 2022 jedoch zum Großteil nicht asphaltiert sind.